# Mads Østberg
Mads Østberg (Fredrikstad, 11 oktober 1987) is een Noors rallyrijder. Hij komt uit in het wereldkampioenschap rally voor het team van Citroën, momenteel actief met de Citroën C3 R5.

## Carrière

### Vroege carrière
Mads Østberg begon op 4-jarige leeftijd al actief te zijn in motor- en autosport, eerst in de motorcross en later in het karten. Zijn debuut in de rallysport kwam op 13-jarige leeftijd eveneens vroeg, toen hij als navigator plaatsnam naast zijn vader Morten Østberg, die al sinds de jaren tachtig actief was als rallyrijder in Noorwegen. In 2004 kroop hij voor het eerst zelf achter het stuur. Aangezien hij op 16-jarige leeftijd nog niet mocht rijden in Noorwegen, nam hij in een speciale categorie deel aan rally's in Zweden. In 2006 maakte hij voor het eerst de overstap naar een Subaru Impreza WRC. In 2006 eindigde hij tweede in het Noors rallykampioenschap, maar schreef hierna de titel achtereenvolgend op zijn naam in 2007 en 2008.

### Wereldkampioenschap rally

#### 2006-10: Privé-rijder

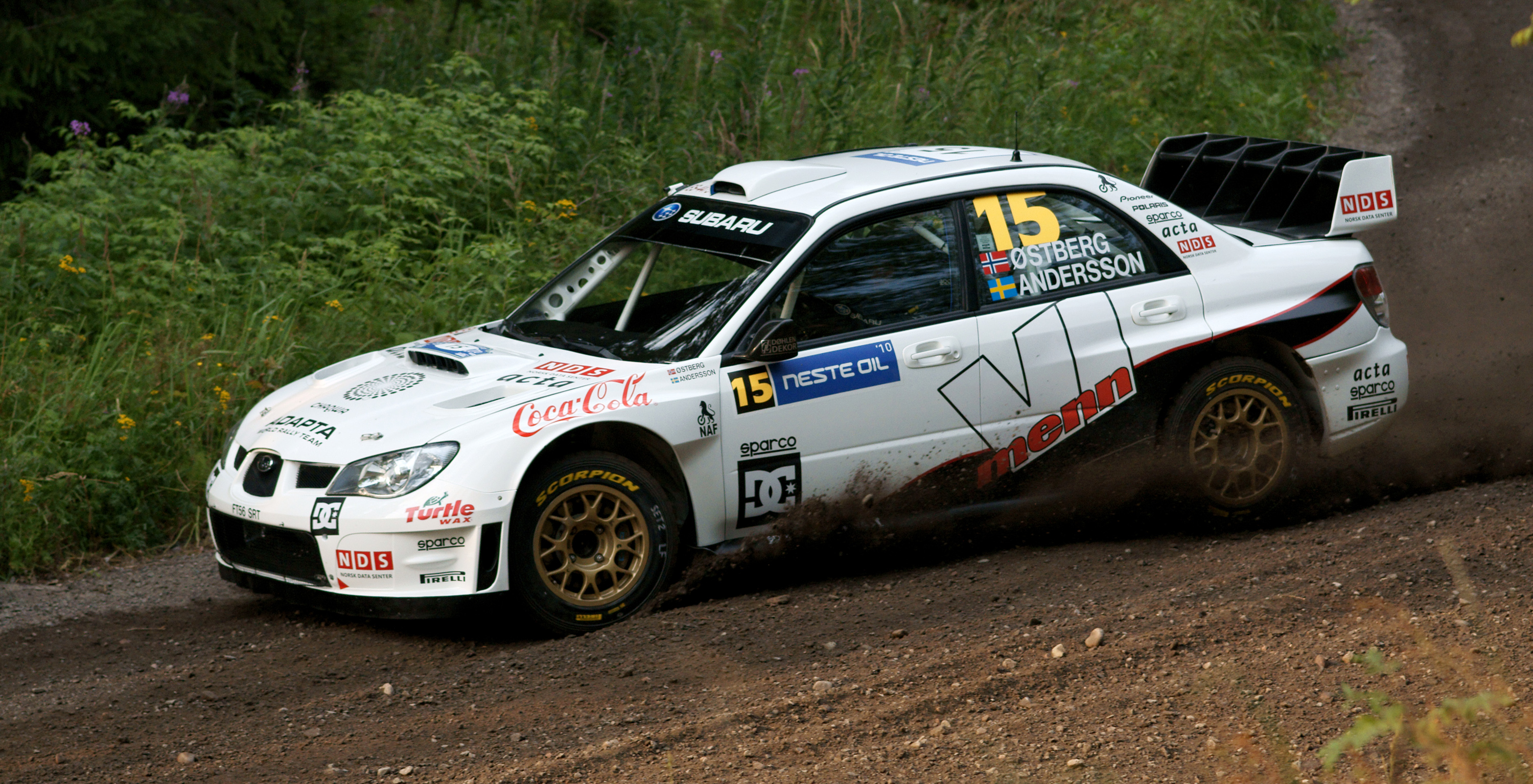
Tussen 2006 en 2010 nam Østberg deel aan WK-rally's in een Subaru Impreza WRC, hier actief met de S12B-versie in Finland in 2010

In het 2006 seizoen maakte Østberg in Zweden zijn eerste opwachting in het wereldkampioenschap rally. Vanaf dat jaar werd zijn inschrijving uit Noorwegen, Adapta Motorsport, in WK-rally's het voornaamste klantenteam van Prodrive, die op dat moment ook de preparatie verzorgden voor Subaru's fabrieksinschrijving. In 2007 wist Østberg in Zweden zijn eerste klassementsproef te winnen. Later dat jaar bracht een achtste plaats in Finland ook zijn eerste WK-kampioenschapspunt. Meer steun vanuit Prodrive nadat Subaru het WK rally toneel had verlaten zag Østberg in het 2009 seizoen een paar sterke resultaten boeken, met een zesde plaats in Portugal als hoogste klassering. Vanaf halverwege het seizoen werd de Zweedse Jonas Andersson ook zijn vaste navigator. De laatste S14-versie van de Impreza WRC paste desondanks in mindere mate bij Østberg's rijstijl, waardoor hij in 2010 de optie voornamelijk liet vallen voor de oudere S12-versie. Het zou het laatste jaar worden voor de 2-liter World Rally Car's, en met geen opvolger in het verschiet voor de 1.6-liter generatie WRC's was dit ook het laatste jaar voor Subaru's Impreza WRC in het WK.

#### 2011-13: M-Sport/Ford
Even was er sprake van een overstap naar nieuwkomer Mini in het 2011 seizoen, aangezien Prodrive daar de preparateur van werd, maar deze onderhandelingen liepen stuk, en na een paar gastoptredens in 2010 met M-Sport in de dat jaar geïntroduceerde Ford Fiesta S2000, kwam Østberg tot een overeenkomst voor een bijna compleet programma met de nieuwe Ford Fiesta RS WRC in 2011, ingeschreven door Stobart Ford M-Sport; het satellietteam van de Ford fabrieksinschrijving waar het team van eigenaar Malcolm Wilson eveneens verantwoordelijk voor was. Een sterke start werd er gemaakt tijdens de openingsronde in Zweden, waar Østberg tot halverwege het verloop van de rally de leiding in handen had, maar hij uiteindelijk relatief kort achter Mikko Hirvonen als tweede eindigde en daarmee zijn eerste podium resultaat in het WK kon vieren. In wat vooral een leerjaar was, behaalde Østberg nog enkele goede punten scorende posities, en hij sloot in Groot-Brittannië zijn seizoen af zoals hij het aanving, met opnieuw een tweede plaats algemeen.

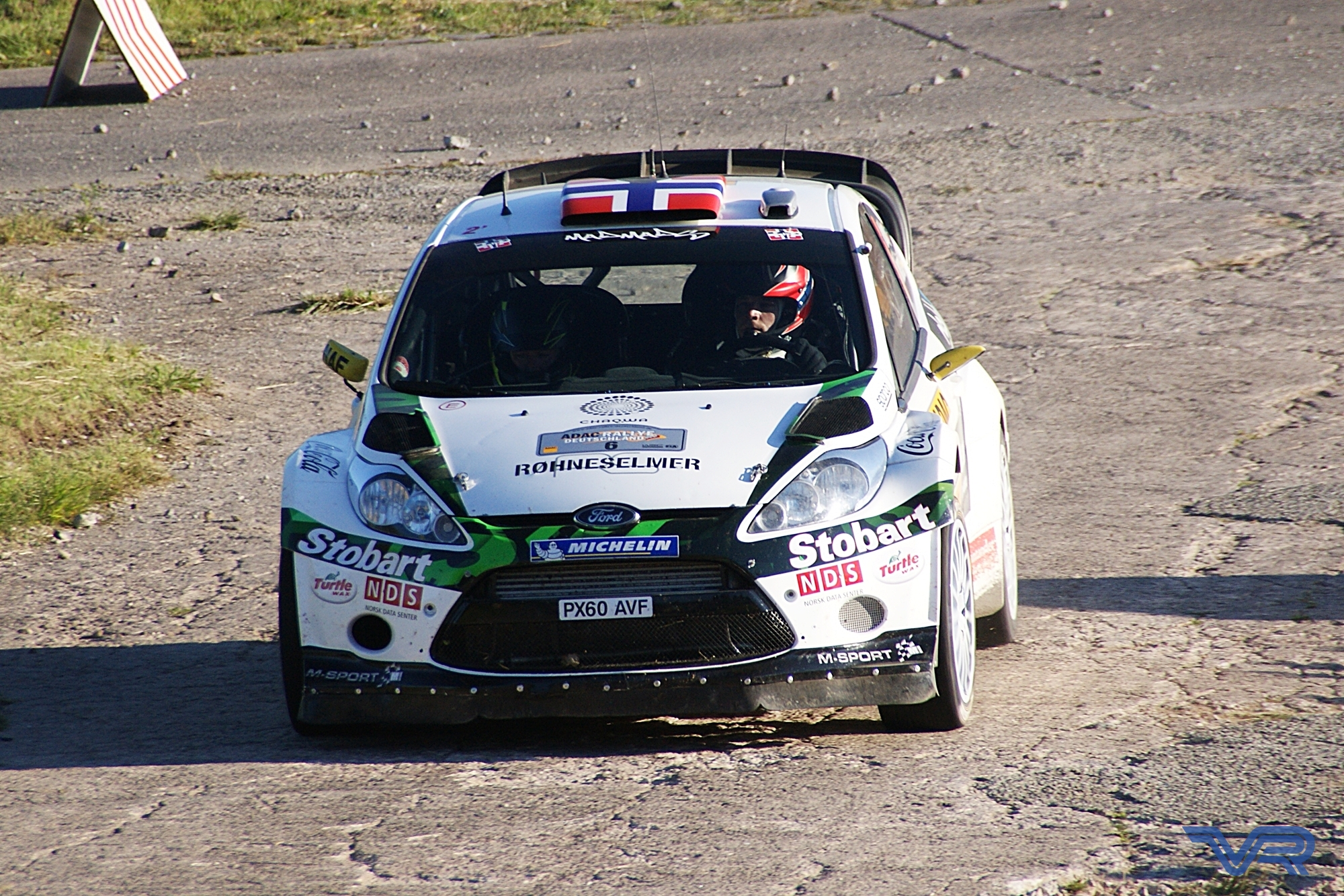
Østberg in zijn eerste volledige jaar bij M-Sport met de Fiesta RS WRC, hier in Duitsland in 2011

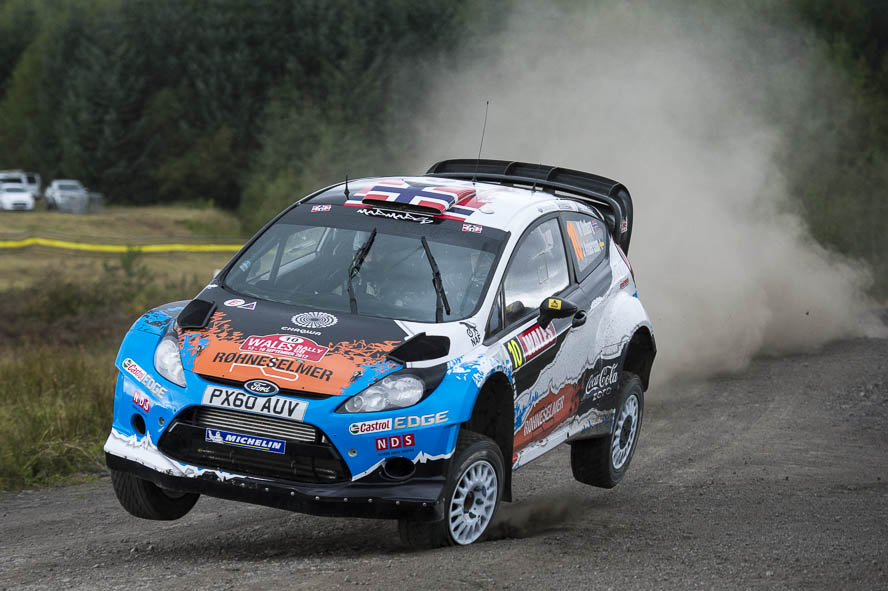
In 2012 reed Østberg een sterk seizoen dat onder meer gemarkeerd werd door zijn eerste WK-zege, hier actief in Groot-Brittannië waar hij vierde eindigde

In het 2012 seizoen reed Østberg opnieuw een programma met de Fiesta RS WRC, dit keer onder de eigen vlag van het Adapta World Rally Team, maar nog steeds in nauwe samenwerking met M-Sport. Hij ving het seizoen opnieuw uitstekend aan met een derde plaats in Zweden. In het chaotisch verloop van de door regen bevangen Portugese WK-ronde greep hij in eerste instantie naar een tweede plaats toe, maar voor hem werd na de finish de zege verklaard, nadat oorspronkelijke winnaar Hirvonen gediskwalificeerd was vanwege een technische overtreding. Deze in de schoot geworpen zege maakte hem de eerste privé-rijder die een WK-rally won sinds Franco Cunico in San Remo in 1993. Hoewel na derde te zijn geëindigd in Argentinië er verdere podiumplaatsen niet meer behaald werden, wist Østberg wel consistent top vijf resultaten neer te zetten en sloot hij daarmee zijn succesvolste seizoen in het WK rally af met een vierde plaats in het kampioenschap. 
Voor 2013 werd Østberg vaste rijder bij M-Sport, die vanaf dat jaar zonder de directe ondersteuning van Ford verder gingen met sponsoring van Nasser Al-Attiyah's Qatar World Rally Team. Østberg reed gedegen naar een zesde plaats toe in zijn eerste deelname in Monte Carlo, eindigde opnieuw derde in Zweden, en leidde in Mexico en Portugal, maar werd getroffen door technische malaise in de eerste en verongelukte in de laatstgenoemde. Zijn hele eerste seizoenshelft werd hierdoor getypeerd, waar zijn resultaten niet representatief waren voor de snelheid die hij liet zien. Een derde plaats kwam er vervolgens nog in Finland, maar op dat moment werd hij al enigszins overschaduwd door teamgenoot Thierry Neuville die dat jaar voor het eerst echt doorbrak in het kampioenschap. 

#### 2014-15: Citroën

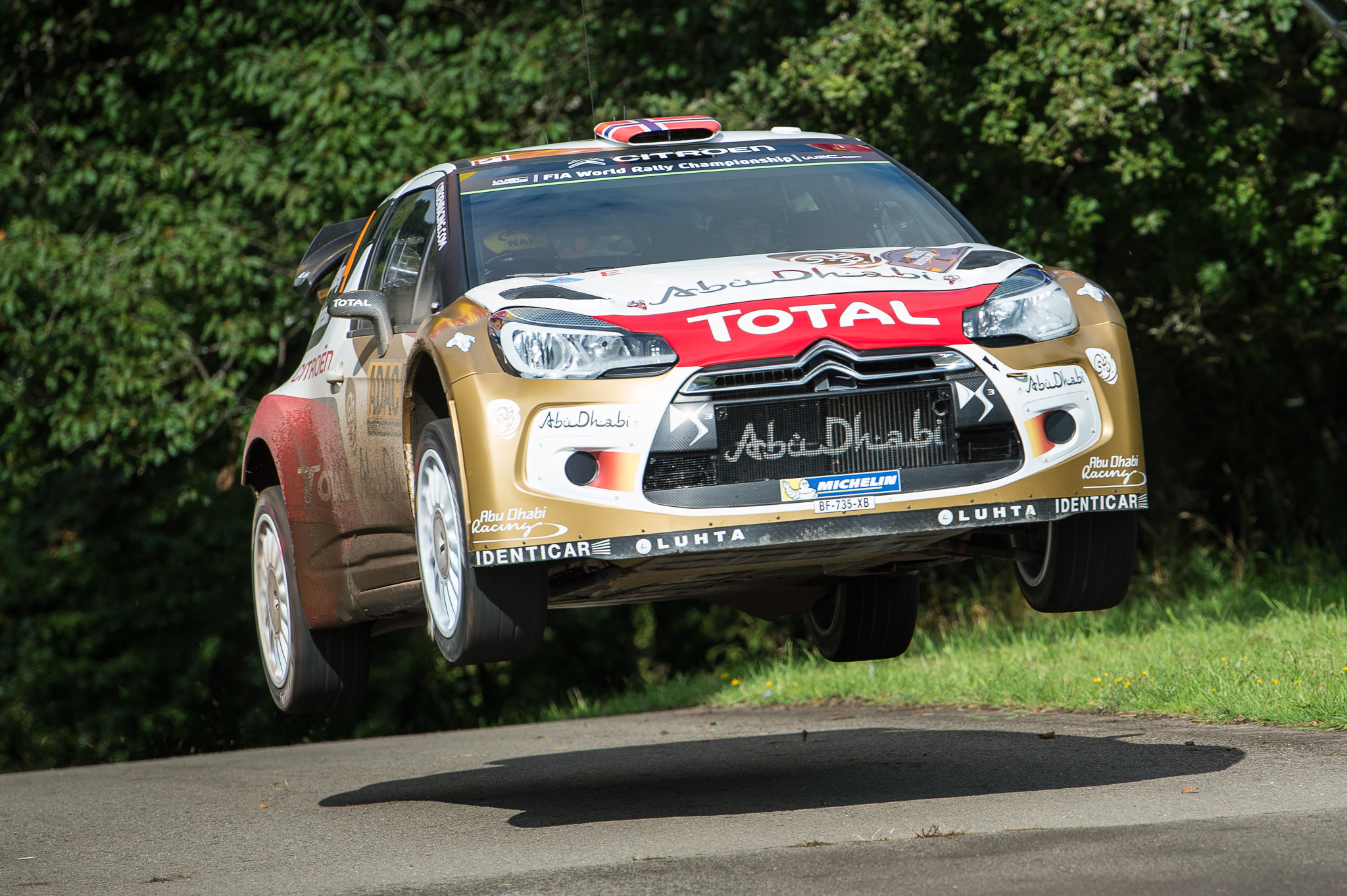
Østberg in actie voor Citroën tijdens de rally van Duitsland in 2014

Voor het 2014 seizoen tekende Østberg een contract bij Citroën, en werd daarin teamgenoot van Kris Meeke; het Franse team die dat jaar voor het eerst zonder de diensten van veelvuldig wereldkampioen Sébastien Loeb kwamen te zitten. Ook hier boekte hij zijn beste resultaten in de eerste seizoenshelft, waar hij drie keer op het podium eindigde (met tweede in Sardinië als beste resultaat), maar er tegelijkertijd meer van dit soort resultaten in had gezeten. Hij sloot zijn seizoen af als derde in Groot-Brittannië en hield met plaats vijf in het kampioenschap daarin teamgenoot Meeke achter zich. 2015 bleek consistenter qua finish resultaten binnen de punten, maar ondanks drie keer op het podium te hebben gestaan ontbrak er opnieuw een vervolgzege voor Østberg. Hoe dan ook eindigde hij met een vierde plaats als beste niet-Volkswagen-rijder in de titelstrijd, weliswaar op ruime afstand van de dominerende top drie.

#### 2016-17: M-Sport/Ford
Omdat Citroën het 2016 seizoen grotendeels links lieten liggen voor de ontwikkeling van een nieuwe auto voor het daaropvolgende jaar, maakte Østberg in een omdraai een terugkeer bij M-Sport, waar hij met de onervaren Eric Camilli als teamgenoot nu duidelijk de kopman was. Østberg, nu met de ervaren Ola Fløene aan zijn zijde, zag een goede start maken met twee opeenvolgende topdrieresultaten in Zweden en Mexico, maar het resterende seizoen verliep vrij lauwtjes voor de Noor en echte aanspraak op het podium, laat staan overwinningen, maakte hij niet meer. Voor 2017, die de invoering zag van nieuwe World Rally Car-reglementen waardoor er nieuwe auto's aan de start verschenen, trok M-Sport de diensten aan van regerend wereldkampioen Sébastien Ogier, die na het vertrek van Volkswagen eind 2016 zonder zitje kwam te zitten. Met Ott Tänak en Elfyn Evans weer terug op de voorgrond bij M-Sport, belandde Østberg ietwat op een zijspoor. Door een samenvoeging van zijn oude Adapta team met die van Martin Prokop, keerde hij echter onder de vlag van M-Sport terug in het kampioenschap achter het stuur van een nieuwe generatie Ford Fiesta WRC. Een seizoen van hoogtepunten werd het echter niet met een vijfde plaats in Catalonië dit keer zijn beste finish.

#### 2018-heden: Citroën

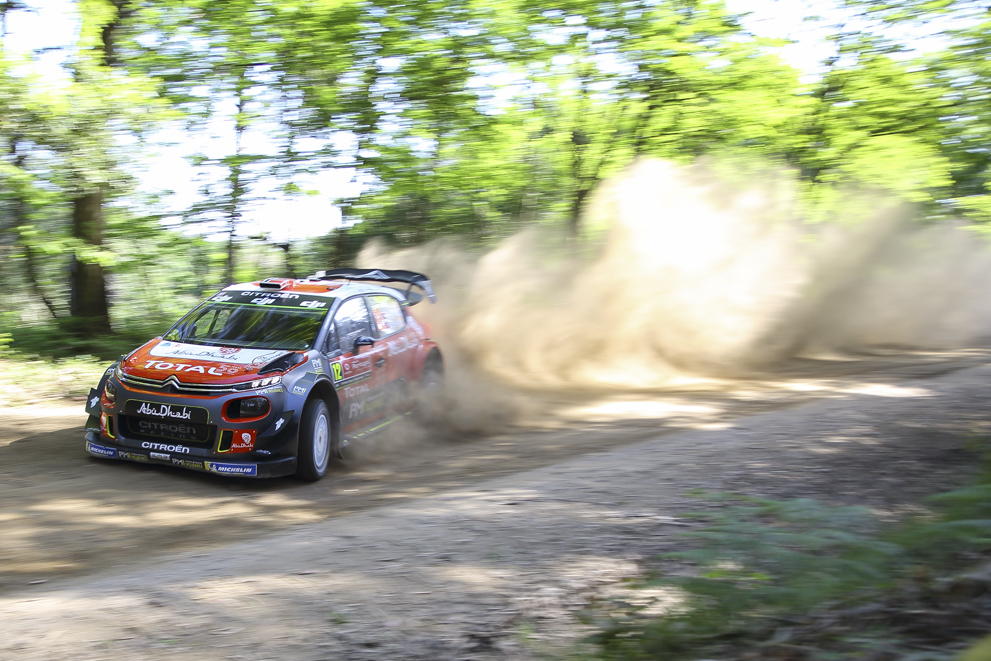
In 2018 keerde Østberg terug bij Citroën in een gedeeld programma met de C3 WRC

Østberg kondigde voor het 2018 seizoen een terugkeer aan bij zijn voormalige werkgever Citroën. Inmiddels actief met de C3 WRC ging het eerst om een eenmalig optreden in Zweden. Daar eindigde hij als zesde. In Portugal maakte hij zijn tweede optreden voor het team, en vanaf Sardinië verving hij voor de rest van het seizoen de ontslagen Kris Meeke, op Catalonië na, daar waar Sébastien Loeb zijn derde gastoptreden van het jaar maakte voor de Franse constructeur (en er zou winnen). Østberg reed zijn beste rally in Finland, waar hij gedurende de eerste etappe de leiding voor een groot deel in handen had, maar uiteindelijk in werd gehaald door de Toyota Yaris WRC van Ott Tänak. Hierna weerhield hij zich onder de druk van Jari-Matti Latvala en wist hij de tweede plaats aan de finish te behouden. Østberg eindigde het seizoen met een sterke derde plaats in Australië. 
Voor 2019 kondigde Citroën de terugkeer van Ogier aan bij het team. Esapekka Lappi werd iets later bevestigd als tweede rijder, en omdat het team enkel gebruik zou maken van een tweekoppig team voor de C3 WRC, raakte Østberg buiten de gratie. Wel is hij behouden voor de ontwikkeling van de Citroën C3 R5, en neemt hij voor hun nu deel aan het kampioenschap in de WRC-2 Pro categorie.

## Complete resultaten in het wereldkampioenschap rally
| Seizoen | Inschrijving                    | Auto                       | 1     | 2      | 3      | 4       | 5       | 6       | 7       | 8       | 9       | 10      | 11     | 12      | 13    | 14    | 15      | 16     | Pos. | Punten |
| ------- | ------------------------------- | -------------------------- | ----- | ------ | ------ | ------- | ------- | ------- | ------- | ------- | ------- | ------- | ------ | ------- | ----- | ----- | ------- | ------ | ---- | ------ |
| 2006    | Mads Østberg                    | Subaru Impreza S9 WRC 03   | MON   | ZWE 31 | MEX    | SPA     | FRA     | ARG     | ITA     | GRI     | DUI     | FIN DNF | JPN    | CYP     | TUR   | AUS   | NZL     |        | –    | 0      |
| 2006    | Adapta AS                       | Subaru Impreza S10 WRC 04  |       |        |        |         |         |         |         |         |         |         |        |         |       |       |         | GBR 23 | –    | 0      |
| 2007    | Adapta AS                       | Subaru Impreza S10 WRC 04  | MON   | ZWE 9  | NOO 37 | MEX     | POR DNF | ARG     | ITA DNF | GRI     | FIN 8   | DUI     | NZL    | SPA     | FRA   | JPN   | IER     | GBR 11 | 21   | 1      |
| 2008    | Adapta AS                       | Subaru Impreza S12B WRC 07 | MON   | ZWE 9  | MEX    | ARG     | JOR     | ITA 11  | GRI 24  | TUR     | FIN DNF | DUI     | NZL    | SPA 14  | FRA 9 | JPN   | GBR DNF |        | –    | 0      |
| 2009    | Adapta AS                       | Subaru Impreza S14 WRC 08  | IER   | NOO 9  | CYP    | POR 6   | ARG     | ITA 7   | GRI 7   | POL DNF | FIN DNF | AUS     | SPA    | GBR DNF |       |       |         |        | 11   | 7      |
| 2010    | Adapta AS                       | Subaru Impreza S12B WRC 07 | ZWE 8 | MEX    | JOR    | TUR     | NZL     |         |         | FIN 7   |         |         |        |         | GBR 9 |       |         |        | 11   | 18     |
| 2010    | Adapta AS                       | Subaru Impreza S14 WRC 08  |       |        |        |         |         | POR 7   | BUL     |         |         |         |        |         |       |       |         |        | 11   | 18     |
| 2010    | Stobart M-Sport Ford Rally Team | Ford Fiesta S2000          |       |        |        |         |         |         |         |         | DUI 16  | JPN     | FRA 41 | SPA     |       |       |         |        | 11   | 18     |
| 2011    | Stobart M-Sport Ford Rally Team | Ford Fiesta RS WRC         | ZWE 2 | MEX 5  | POR 31 | JOR 13  | ITA 5   | ARG 5   | GRI 12  | FIN 6   | DUI DNF | AUS     | FRA 7  | SPA 6   | GBR 2 |       |         |        | 6    | 88     |
| 2012    | Mads Østberg                    | Ford Fiesta RS WRC         | MON   | ZWE 3  |        |         |         |         |         |         |         |         |        |         |       |       |         |        | 4    | 149    |
| 2012    | Adapta World Rally Team         | Ford Fiesta RS WRC         |       |        | MEX 4  | POR 1   | ARG 3   | GRI 4   | NZL     | FIN 5   | DUI 4   | GBR 4   | FRA 5  | ITA 4   | SPA 4 |       |         |        | 4    | 149    |
| 2013    | Qatar M-Sport World Rally Team  | Ford Fiesta RS WRC         | MON 6 | ZWE 3  | MEX 11 | POR 8   | ARG 7   | GRI 6   | ITA 8   | FIN 3   | DUI 9   | AUS 5   | FRA 8  | SPA 6   | GBR 4 |       |         |        | 6    | 102    |
| 2014    | Citroën Total Abu Dhabi WRT     | Citroën DS3 WRC            | MON 4 | ZWE 3  | MEX 9  | POR 3   | ARG DNF | ITA 2   | POL DNF | FIN DNF | DUI 6   | AUS 16  | FRA 7  | SPA 4   | GBR 3 |       |         |        | 5    | 108    |
| 2015    | Citroën Total Abu Dhabi WRT     | Citroën DS3 WRC            | MON 4 | ZWE 10 | MEX 2  | ARG 2   | POR 7   | ITA 5   | POL 9   | FIN 3   | DUI 7   | AUS WD  | FRA 6  | SPA 4   | GBR 7 |       |         |        | 4    | 116    |
| 2016    | M-Sport World Rally Team        | Ford Fiesta RS WRC         | MON 4 | ZWE 3  | MEX 3  | ARG 5   | POR 7   | ITA DNF | POL 8   | FIN 6   | DUI 6   | CHN C   | FRA 9  | SPA 5   | GBR 8 | AUS 6 |         |        | 7    | 102    |
| 2017    | M-Sport World Rally Team        | Ford Fiesta WRC            | MON   | ZWE 15 | MEX    | FRA DNS | ARG 9   | POR 8   | ITA 7   | POL 7   | FIN 10  |         | SPA 5  | GBR 38  | AUS   |       |         |        | 15   | 29     |
| 2017    | Adapta AS                       | Ford Fiesta R5             |       |        |        |         |         |         |         |         |         | DUI DNS |        |         |       |       |         |        | 15   | 29     |
| 2018    | Citroën Total Abu Dhabi WRT     | Citroën C3 WRC             | MON   | ZWE 6  | MEX    | FRA     | ARG     | POR 6   | ITA 5   | FIN 2   | DUI DNF | TUR 23  | GBR 8  | SPA     | AUS 3 |       |         |        | 10   | 70     |
| 2019*   | Citroën Total                   | Citroën C3 R5              | MON   | ZWE 11 | MEX    | FRA     | ARG 9   | CHL 9   | POR 24  | ITA 18  | FIN     | DUI 17  | TUR    | GBR 45  | SPA 9 | AUS   |         |        | 18   | 6      |

* Seizoen loopt nog.

#### Overwinningen
| # | Seizoen | Rally                          | Navigator       | Auto               |
| - | ------- | ------------------------------ | --------------- | ------------------ |
| 1 | 2012    | 46º Vodafone Rally de Portugal | Jonas Andersson | Ford Fiesta RS WRC |